# Kyselina levulová
Kyselina levulová (někdy též levulinová; systematický název kyselina 4-oxopentanová) je organická sloučenina patřící mezi ketokyseliny (oxokyseliny, které mají karbonylovou skupinu umístěnou uvnitř uhlíkového řetězce). Vzniká při rozkladu celulózy a je potenciálním prekurzorem biopaliv, například ethyl-levulátu.

## Historie
Kyselinu levulovou izoloval jako první nizozemský chemik Gerardus Johannes Mulder roku 1840, jenž ji připravil zahříváním fruktózy s kyselinou chlorovodíkovou. Název kyseliny byl odvozen od slova levulóza, dřívějšího názvu fruktózy. I když je tato kyselina dobře známa od 70. let 19. století, nikdy nebyla komerčně využita ve vetštím množství. První průmyslová výroba kyseliny levulové byla zahájena ve 40. letech 20. století. Roku 1956 byla označena za látku se značným potenciálem využití.

## Výroba
Původně se kyselina levulová vyráběla zahříváním hexóz (glukózy či fruktózy) nebo škrobu se zředěnou kyselinou chlorovodíkovou nebo sírovou Výtěžnost této reakce závisí na tlaku, teplotě, použité kyselině a její koncentraci. Při přidání kyseliny mravenčí se tvoří z části nerozpustné vedlejší produkty, jež mají jasné zbarvení a jejich oddělení je technologicky náročné.

Mnoho metod komerční výroby této kyseliny je založeno na silných kyselinách. Procesy probíhají plynule za použití lignocelulózy jako levného výchozího materiálu, jenž je napuštěn zředěnou minerální kyselinou a přesunut do vysokotlakového reaktoru, kde se zahřívá s vodní parou. Po ochlazení reakční směsi a odfiltrování pevných vedlejších produktů se vytvořená kyselina levulová odděluje od minerální kyseliny použité jako katalyzátor extrakcí bez neutralizace katalyzátoru; tím je umožněno jeho opětovné využití, zatímco kyselinu levulová lze přečistit organickým rozpouštědlem neobsahujícím kyseliny. Čistá kyselina levulová se získává odpařováním z extrakční směsi a následnou destilací.

## Reakce a použití
Kyselina levulová se používá jako prekurzor léčiv, plastifikátorů a mnoha dalších látek. Největší využití má při výrobě kyseliny δ-aminolevulové, biologicky rozložitelného herbicidu používaného v jižní Asii;.8 používá se taktéž v kosmetice. Ethyllevulinát, její ester s ethanolem, je častou složkou vůní a parfémů. Kyselina levulová je rovněž výchozím materiálem při přípravě řady dalších sloučenin, k nímž mimo jiné patří potenciální biopaliva jako jsou například γ valerolakton, 2-methyltetrahydrofuran (2-methyl-THF) a ethyllevulinát.

Kyselina levulová se rovněž přidává do cigaret, kde zvyšuje absorbovanou dávku nikotinu z kouře a míru jeho vazby na nervové receptory.